# 〆のグルメ
『〆のグルメ』（しめのグルメ）は、土山しげるによる日本のグルメ漫画である。

## 概要
小説雑誌で働く38歳の男性編集者を主人公に、土山の経験と日々の取材を活かし、酒を飲んだあとの空腹を満たす〆の一食を描く。
『漫画アクション』（双葉社）に2016年4号（2016年2月2日販売）から連載された。コミックス1巻が2016年12月28日に発売されたが、『漫画アクション』2017年4号の掲載を最後に休載。土山が2018年5月24日に死去したため、絶筆となった。
連載開始当時、土山は還暦を過ぎていたが、2、3軒ハシゴして酒を呑むのは普通で、深夜2時や3時に飲み屋を出てから、〆のラーメンを食べていた。本作は、そんな土山と『漫画アクション』編集が、新宿の大衆居酒屋で話をしている時に生まれた企画である。
『漫画アクション』編集は、『野武士のグルメ』『荒野のグルメ』に続く、「グルメ3部作の〆を飾る作品」と意気込んでいた。
土山の訃報を受けた『漫画アクション』編集部はTwitterで追悼の意をツイートした。

## あらすじ
編集者の仕事に追われる主人公の篠原香が、そんな生活の中でも食事、とりわけ一日の締めにこだわりを持ち、味わっていく物語。
登場する食事は贅沢なものは少なく、むしろ素朴なものが多い。中にはコンビニ飯が締めとなった話もある。

## 主な登場人物
篠原 香（しのはら かおる）
主人公。38歳、既婚者で、妻と息子がいる(作中では出てきていない)。がっしりした体格の持ち主で、人気作家に彼を近づけまいとした雑誌編集者3人(いずれも成人男性)に押されてもびくともしないほどの膂力の持ち主。
架空の出版社「三ツ葉社」の社員で、文芸編集部に所属している小説雑誌の編集者。過去には週刊誌の部署にいたこともある模様。
担当する作家に振り回され不規則になりがちな生活を送っているが、その日最後の〆の食事にはこだわりを見せる。
柔道を嗜んでおり、大学時代は「鬼の篠原」と呼ばれていたらしい。全国大学選手権大会で個人優勝経験がある。本人の言葉によると2連覇を達成しており、五段を所持するほどの実力者。今でも後輩たちに時折稽古をつけている。しかし柔道の道は選ばず、編集者の道を選んだ模様。

## 書誌情報
- 土山しげる 『〆のグルメ』 双葉社〈アクションコミックス〉、既刊1巻（2016年12月28日現在）
  1. 2016年12月28日発売 ISBN 978-4-575-94489-1